# Groene planologie
De groene planologie is een deelgebied van de planologie en houdt zich bezig met de ruimtelijke vraagstukken van het zogenaamde landelijk gebied; dat is de open ruimte buiten de steden. De Universiteit van Wageningen biedt als enige een geheel Engelstalig gedoceerde opleiding groene planologie aan.